# Protektor ZHP
Protektor ZHP – honorowy patronat głowy państwa nad Związkiem Harcerstwa Polskiego, praktykowany w okresie międzywojennym od 1920 oraz ponownie w III Rzeczypospolitej od 1993. Godność tę przyjmowali kolejni „pierwsi obywatele Rzeczypospolitej” na prośbę władz naczelnych ZHP. 

## Honorowi protektorzy ZHP
- Józef Piłsudski – Naczelnik Państwa Polskiego od 22 listopada 1918 do 11 grudnia 1922, protektor ZHP od 1920
- Stanisław Wojciechowski – Prezydent Rzeczypospolitej Polskiej od 20 grudnia 1922 do 14 maja 1926, protektor ZHP od 1924
- Ignacy Mościcki – Prezydent Rzeczypospolitej Polskiej od 4 czerwca 1926 do września 1939, protektor ZHP od 1926
- Lech Wałęsa – Prezydent Rzeczypospolitej Polskiej od 23 grudnia 1990 do 22 grudnia 1995, protektor ZHP od 1993
- Aleksander Kwaśniewski – Prezydent Rzeczypospolitej Polskiej od 23 grudnia 1995 do 22 grudnia 2005, protektor ZHP od 1996
- Lech Kaczyński – Prezydent Rzeczypospolitej Polskiej od 23 grudnia 2005 do 10 kwietnia 2010, protektor organizacji harcerskich, w tym ZHP, od 22 lutego 2008[1]
- Bronisław Komorowski – Prezydent Rzeczypospolitej Polskiej od 6 sierpnia 2010, protektor organizacji harcerskich, w tym ZHP, od 25 maja 2012
- Andrzej Duda – Prezydent Rzeczypospolitej Polskiej od 6 sierpnia 2015, protektor organizacji harcerskich, w tym ZHP, od 21 lutego 2016

## Protektorat prezydenta Lecha Wałęsy
Prezydent Lech Wałęsa objął honorowy protektorat nad ZHP w dniu 27 sierpnia 1993, w trakcie XI Polowej Zbiórki Harcerstwa Starszego w Strącznie. W 1995 objął też honorowy patronat nad Światowym Zlotem Harcerstwa Polskiego „Zegrze '95”, uczestnicząc w jego inauguracji jako gość honorowy.

Jesteście wierni najlepszym wzorcom czerpanym z historii. Budujecie na nich swą obecną tożsamość.
W tradycji polskiego harcerstwa mieści się także patronat Głowy Państwa nad Związkiem. Teraz zwróciliście się do pierwszego Prezydenta III Rzeczypospolitej. To także
powód mojej tu dziś obecności.
Wartości, którym ruch skautowski pozostaje wierny, są aktualne także teraz. Patriotyzm, ofiarność, życzliwość i otwarcie na drugiego człowieka potrzebne są zwłaszcza dziś, gdy świat przeżywa kryzys. Gdy tracą na znaczeniu tradycyjne normy moralne i zaciera się granica pomiędzy dobrem a złem.

## Protektorat prezydenta Aleksandra Kwaśniewskiego

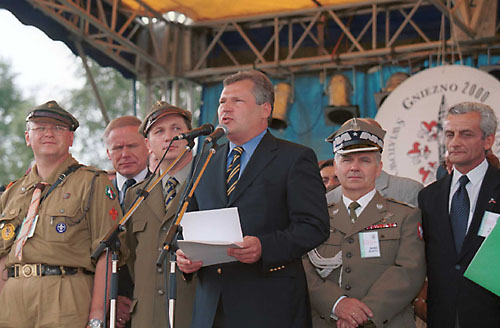
Prezydent Aleksander Kwaśniewski podczas inauguracji Światowego Zlotu Harcerstwa Polskiego „Gniezno 2000”

Prezydent Aleksander Kwaśniewski objął honorowy protektorat nad ZHP w dniu 21 lutego 1996. Uroczystość miała miejsce w Pałacu Prezydenckim w Warszawie. W latach 1998–2001 uczestniczył w licznych imprezach harcerskich m.in. w Światowym Zlocie Harcerstwa Polskiego „Gniezno 2000”, nad którym objął patronat i w którego inauguracji uczestniczył jako gość honorowy. W 2000 był również uczestnikiem III Zgromadzenia Światowej Skautowej Unii Parlamentarnej, która obradowała w Warszawie w budynku Sejmu RP.

Jestem ogromnie rad, iż w przeddzień dnia skautów i skautek, mogę spotkać się z reprezentacją Związku Harcerstwa Polskiego, a poprzez Was z całą organizacją, którą cenię, którą znam i która odgrywa niebagatelną rolę w naszym życiu społecznym od wielu lat.
Jeżeli dziś myślę o ZHP, to wydaje mi się, że są cztery wyróżniki tej organizacji, które warto przy takiej okazji wspomnieć. Po pierwsze ZHP to ciągłość, to obecność od dziesiątek lat w naszym życiu społecznym, w życiu młodych ludzi. Istnieje bardzo wyraźny ślad, jaki ta organizacja odcisnęła w różnych historycznych momentach. Jestem kolejnym człowiekiem, któremu zaproponowano przejęcie patronatu nad ZHP. Lista moich poprzedników jest godna i składa się z najwspanialszych nazwisk, jakie polskie życie polityczne miało w ostatnim stuleciu. Ciągłość ZHP wyraża się przez harcerską tradycję. Poprzez harcerski przekaz i metody działania, poprzez konsekwentne podejście do problemów ludzi, do problemów państwa, do problemów społeczeństwa. (...)
Dziękuję za ofertę objęcia patronatem ZHP, wiem, że naczelnik i przewodniczący Związku bardzo się denerwują, jak odpowiem na tę propozycję. Odpowiadam – zgoda, jestem gotów ten patronat objąć. Chcę zagwarantować i zapewnić wszystkich Was, a szczególnie najmłodszych uczestników dzisiejszego spotkania – uczynimy wszystko, abyście mogli mieć satysfakcję z tego, co czynicie w ZHP.

## Protektorat prezydenta Lecha Kaczyńskiego

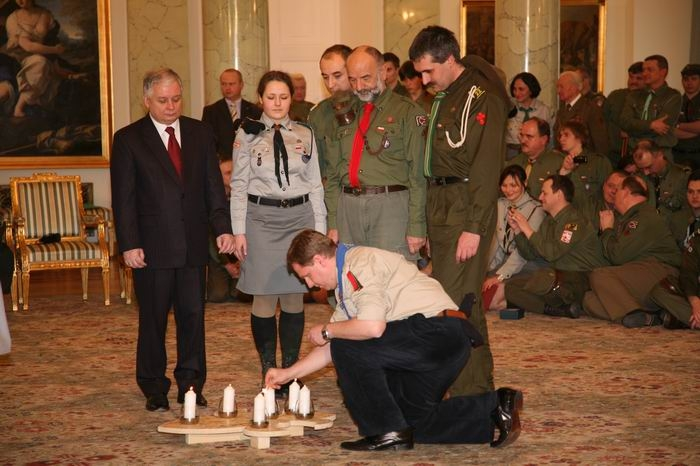
Prezydent Lech Kaczyński w Pałacu Prezydenckim podczas uroczystości z okazji Dnia Myśli Braterskiej 2008

Prezydent Lech Kaczyński zdecydował o przyjęciu protektoratu nie tylko nad ZHP, ale też nad pozostałymi organizacjami harcerskimi w kraju. Uroczystości odbyły się 22 lutego 2008 w Dniu Myśli Braterskiej, w Pałacu Prezydenckim. Wzięli w nich udział przedstawiciele Związku Harcerstwa Polskiego, Związku Harcerstwa Rzeczypospolitej, Stowarzyszenia Harcerstwa Katolickiego FSE „Zawisza”, organizacji harcerskich ze Wschodu i Związku Harcerstwa Polskiego poza granicami Kraju, a także: Maria Kaczyńska, Ryszard Kaczorowski, prymas Polski kardynał Józef Glemp, delegat Episkopatu Polski ds. harcerstwa biskup Tadeusz Płoski oraz przedstawiciele Sejmu i Senatu.

Przypadł mi w udziale pewien zaszczyt. Nie jestem pierwszym prezydentem Rzeczypospolitej, który patronuje harcerstwu. Pierwszym prezydentem, choć urząd ten inaczej się wtedy nazywał, był naczelnik Piłsudski, później kolejni prezydenci Rzeczypospolitej, prezydent Wojciechowski i prezydent Mościcki. Patronat nad harcerstwem przyjmowali także prezydenci III Rzeczypospolitej – Lech Wałęsa, Aleksander Kwaśniewski, ale był to wtedy patronat nad jedną, bardzo dużą organizacją, Związkiem Harcerstwa Polskiego. Niezwykle się cieszę, że mogłem dzisiaj przyjąć patronat nad całą grupą organizacji harcerskich, łącznie ze Związkiem Harcerstwa Polskiego poza granicami kraju (...). Tak więc mogę powiedzieć, że wszystkie organizacje liczące się w naszym kraju są pod patronatem Prezydenta Rzeczypospolitej Polskiej. Nie mam żadnej mocy magicznej, ale byłbym szczęśliwy, żeby ten patronat przyczynił się do jak najbliższej współpracy wszystkich związków harcerskich, do solidarnej współpracy, bo idea harcerska, wciąż aktualna, jest jedna i tego w tym roku, w stulecie harcerstwa chciałbym wam najserdeczniej życzyć.

## Protektorat prezydenta Bronisława Komorowskiego
W dniu 22 sierpnia 2010 Prezydent RP Bronisław Komorowski uczestniczył w Jubileuszowym Zlocie Stulecia Harcerstwa „Kraków 2010”. W trakcie spotkania na dziedzińcu arkadowym Zamku Królewskiego na Wawelu harcerze zwrócili się z prośbą o objęcie przez Prezydenta protektoratu nad Związkiem Harcerstwa Polskiego. Odnosząc się pozytywnie do tej propozycji, Bronisław Komorowski podkreślił istnienie tradycji wspierania harcerstwa przez prezydentów od czasu II RP do chwili obecnej. Jednocześnie wskazał na potrzebę uwzględnienia różnorodności organizacji w ramach szeroko pojętego ruchu harcerskiego w Polsce. 
Uroczystość objęcia protektoratem odbyła się 25 maja 2012 na dziedzińcu Belwederu. Wzięli w niej udział przedstawiciele Związku Harcerstwa Polskiego, Związku Harcerstwa Rzeczypospolitej, Stowarzyszenia Harcerstwa Katolickiego FSE „Zawisza”, Stowarzyszenia Harcerskiego, Związku Harcerstwa Polskiego poza granicami Kraju, Związku Harcerstwa Polskiego na Litwie, Republikańskiego Społecznego Zjednoczenia „Harcerstwo” (Białoruś) i Harcerstwa Polskiego na Ukrainie, a także: Anna Komorowska, wicemarszałek Sejmu Cezary Grabarczyk oraz przedstawiciele Sejmu i Senatu. W imieniu ZHP akt potwierdzenia objęcia protektoratem odebrał Przewodniczący ZHP prof. dr hab. hm. Adam Massalski.

W tym samym miejscu, gdzie my dzisiaj stoimy, w szeregach harcerskich, w 1920 r. marszałek Józef Piłsudski jako naczelnik państwa polskiego przyjmował protektorat nad harcerstwem polskim. Powiedział wtedy, że marzy, że chce, że przywiduje, iż duch harcerski będzie się szerzył wśród młodzieży polskiej. Znamy wszyscy niełatwą historię polskiego harcerstwa, znamy wszyscy piękną, heroiczną i bogatą historię ruchu harcerskiego. To wszystko był przejaw trwałości ducha harcerskiego.

## Galeria protektorów ZHP

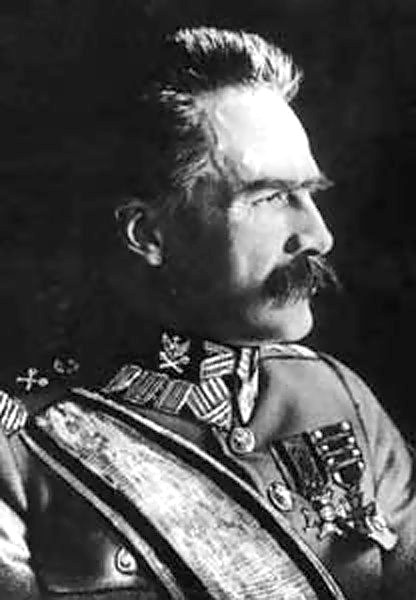
Józef Piłsudski
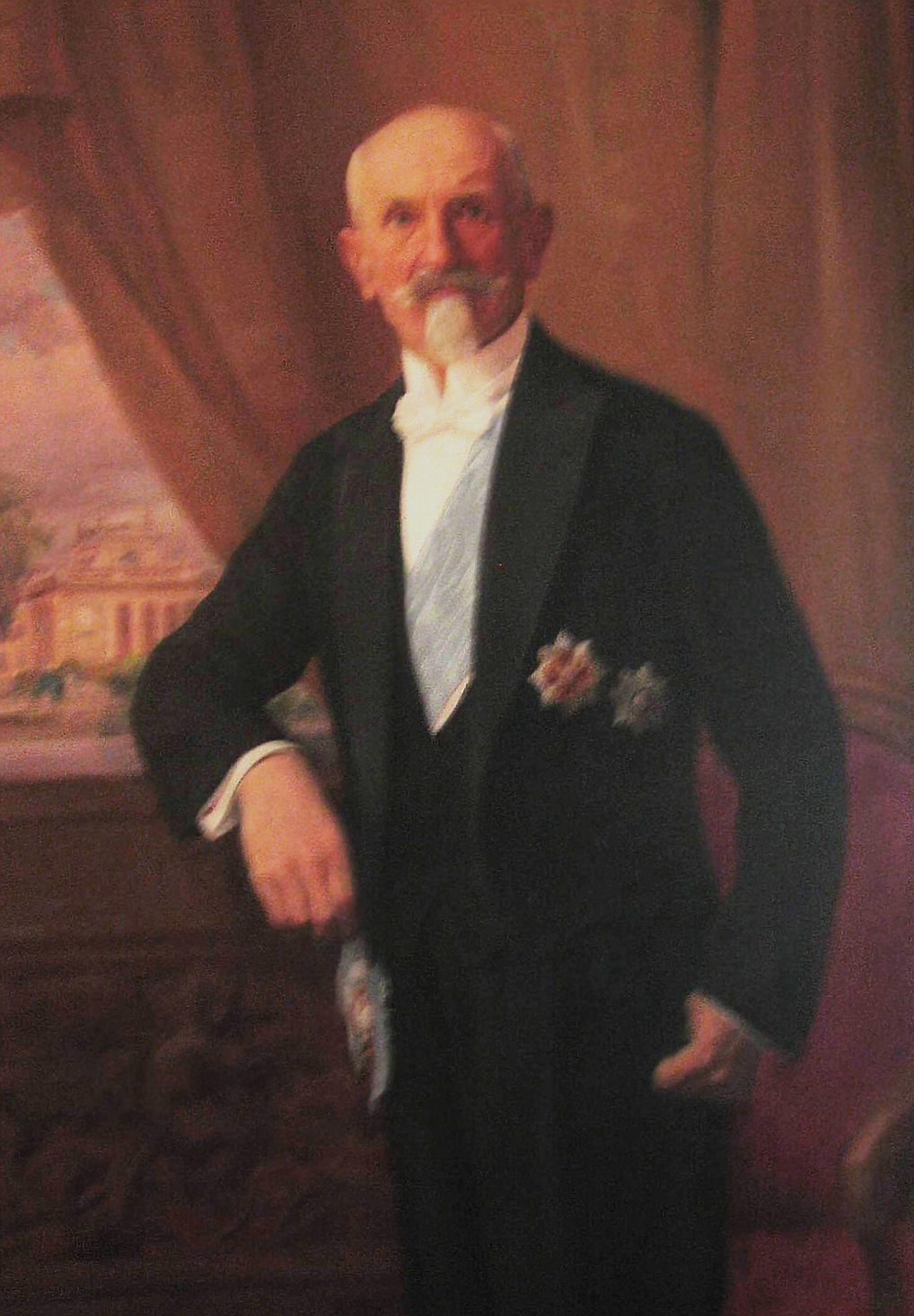
Stanisław Wojciechowski
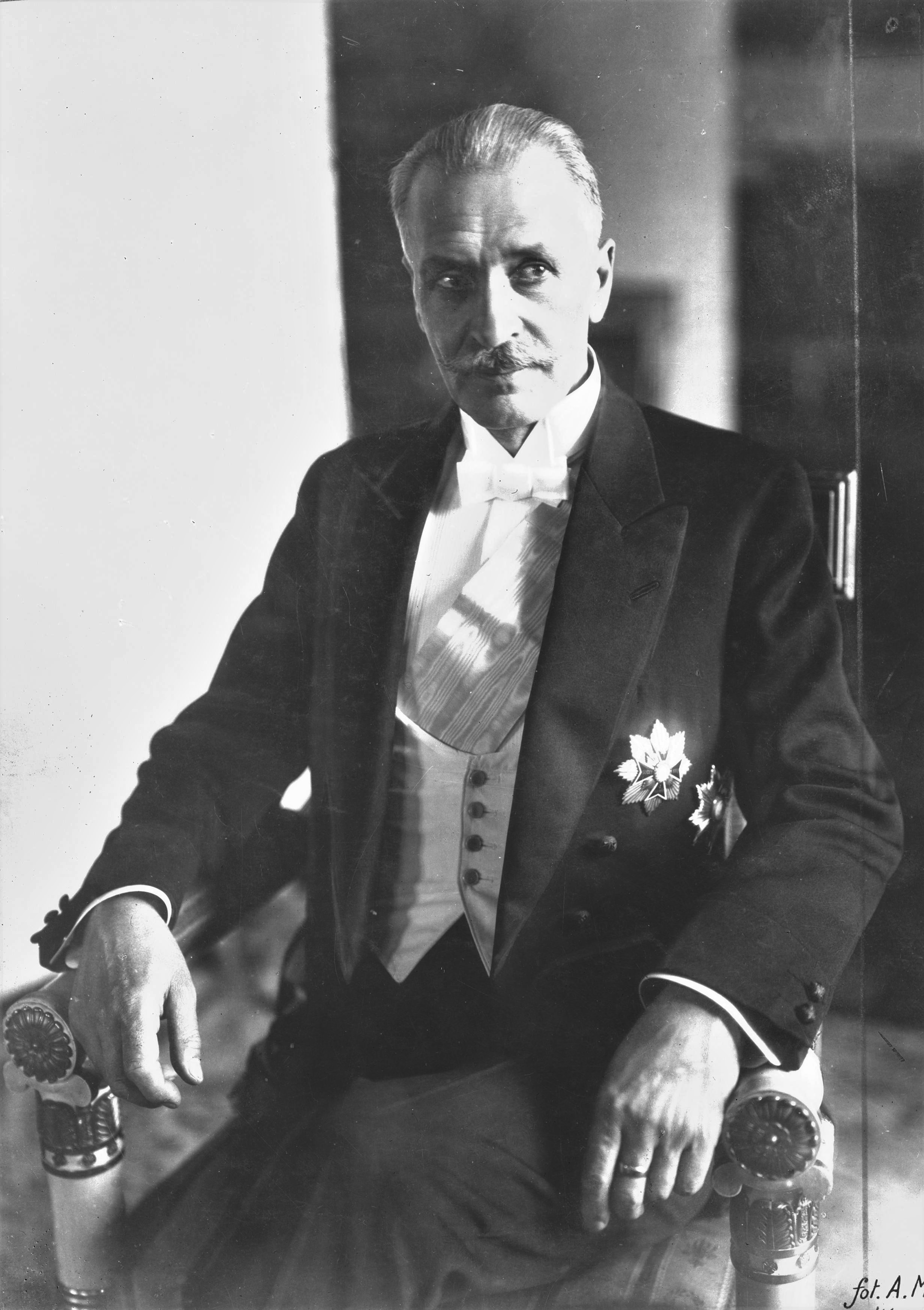
Ignacy Mościcki
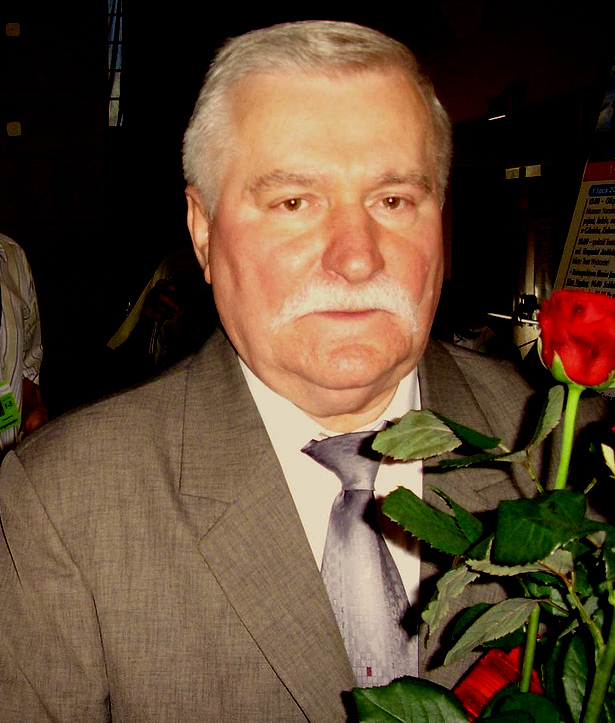
Lech Wałęsa
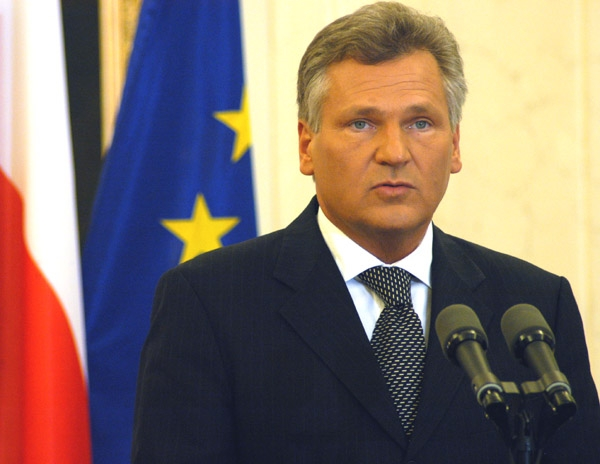
Aleksander Kwaśniewski
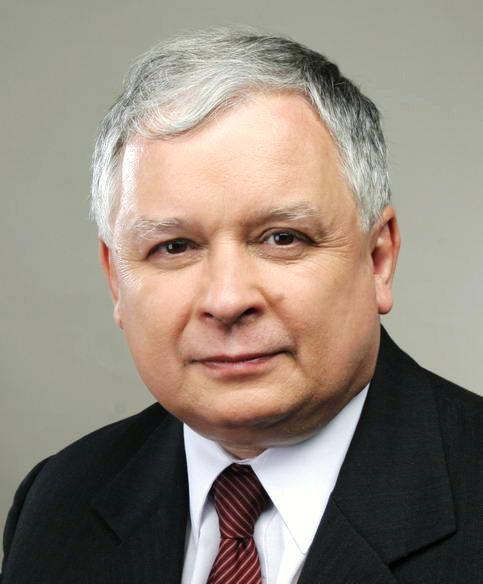
Lech Kaczyński
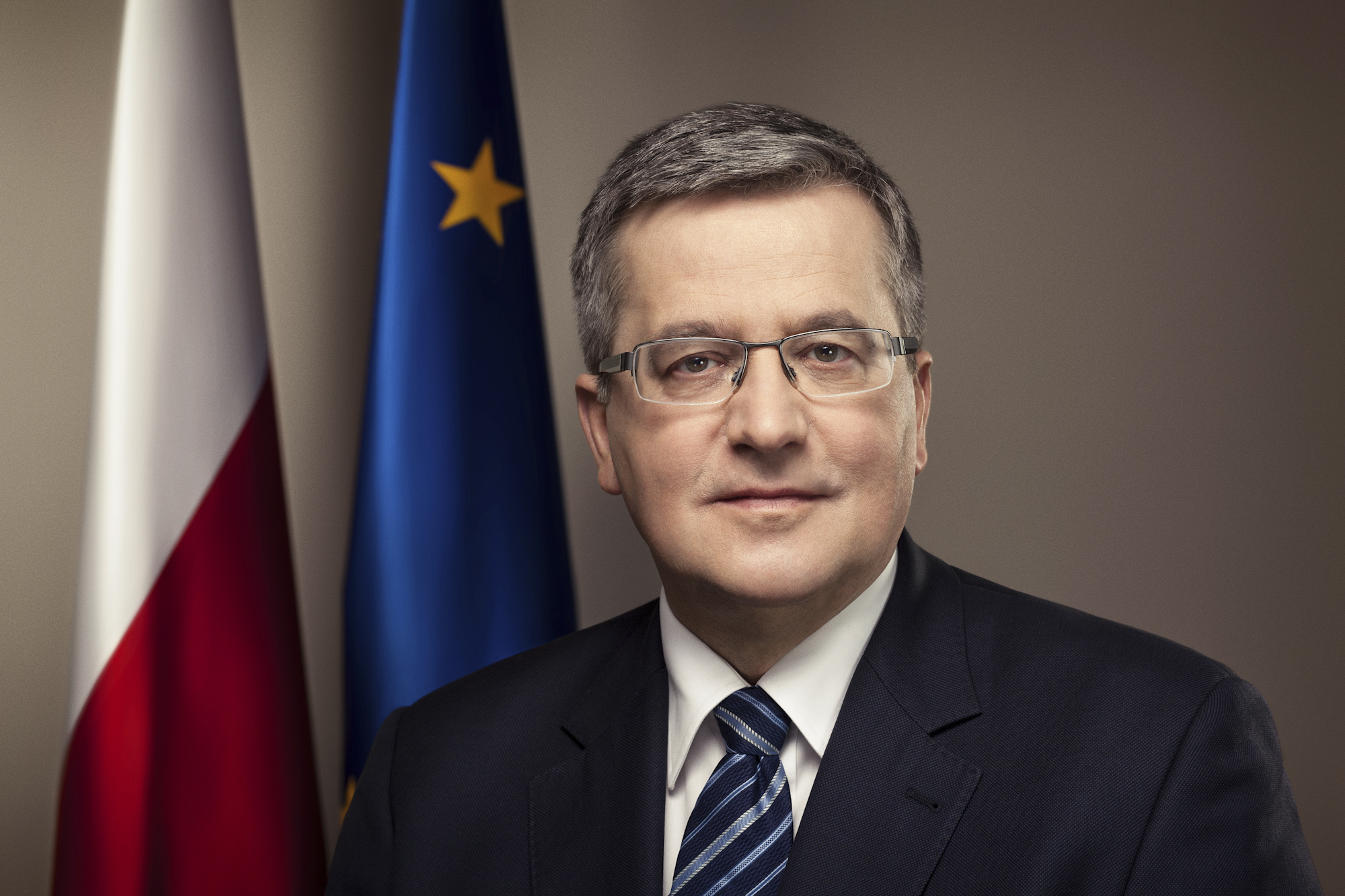
Bronisław Komorowski
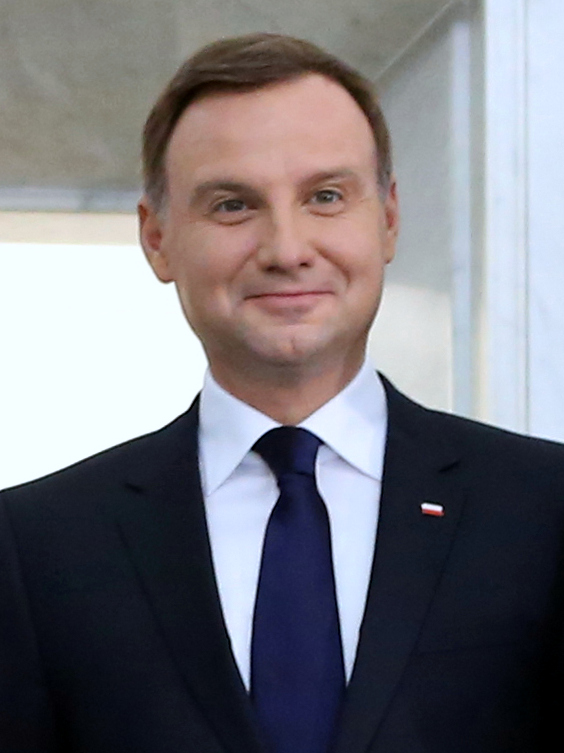
Andrzej Duda